# 自由連合 (日本)
自由連合（じゆうれんごう、英語: Liberal League, LL）は、かつて存在した日本の政党である。略称は自由連、自連。

## 党史

### 結成
第39回衆議院議員総選挙で初当選した徳田虎雄が同選挙の数ヶ月前の1989年10月に設立した保守系無所属新人候補のための政治団体が原型。1994年12月に政党化した。
当初は政権獲得を目指すが、所属議員の出入りが激しかった。結党当初の所属議員には民社党委員長を経験した大内啓伍（最高顧問的ポストの総裁でもあった）、自由党（いわゆる「柿沢自由党」）および自由改革連合出身の柿澤弘治（代表）・佐藤静雄、新生党出身の栗本慎一郎（代表幹事）、日本新党出身の石井紘基・小泉晨一・小島慶三 らがいる。大内・柿沢・佐藤・栗本などのように、自民党移籍の際のクッションのように使う例も横行した。
1994年年末に結集した全ての国会議員は同年4月の総理大臣指名選では羽田孜を支持し非自民・非共産連立政権の羽田内閣で柿沢は外相、大内は厚相、佐藤は北海道開発政務次官に就任した。前出の全国会議員が同年6月の指名選では海部俊樹を支持しながら新進党の結党には参加しなかったメンバーである。
政策は自民党に近い一方、日本共産党、第二院クラブ、平和・市民と共に消費税減税法案を共同提出したこともある。
1995年通常国会からは自民党と院内会派を組み、日本社会党委員長村山富市を首班とする村山内閣・村山改造内閣（自社さ連立政権）に閣外協力。
同年の第13回統一地方選挙および第17回参議院議員通常選挙では政党要件を満たしながら公認候補を擁立せず、自民党の公認あるいは推薦する候補を推薦・支援した。選挙後に大内・柿沢らが離党したため政党要件を失うが、スポーツ平和党を離党した江本孟紀らが移籍し政党要件を復活させた。
1996年の第41回衆議院議員総選挙では日本福祉党の立候補予定者も自由連合から擁立したが、徳田ら衆院議員2人を含む全員が落選して法律上の政党要件を失い、直後の特別国会での首班指名では自民党総裁橋本龍太郎支持。その後無所属議員を加えて1997年1月には自由の会と改称するも、同年7月に離党者を出して再び政党要件を失った。
1997年12月26日従前から所属の江本に加え新進党を離党した日本新党政治スクールの最高顧問細川護熙及び初代事務局長円より子・樽床伸二・上田清司が入党して、細川を代表にフロム・ファイブと改称。年明けに寺澤芳男が入党。フロム・ファイブの沿革については当該項目を参照。

### 復活
1998年1月、徳田は政治団体として残っていた自由連合を新党自由と改称して再建するが、小沢一郎が自由党を結党したため、3日で再び自由連合に戻した。政党要件を満たさない確認団体として戦った第18回参議院議員通常選挙では当選者は出せなかったものの得票率2% を獲得したため、石井一二を入党させ政党要件を得ると、政党自由連合と改称。第42回衆議院議員総選挙後、自由連合に戻した。参議院では二院クラブと統一会派、「二院クラブ・自由連合」を組んだ。
国政選挙では勝算を度外視した候補擁立を行い、ほぼ全国に公認候補を立てたが、当選には遠く及ばなかった（2000年の第42回衆議院議員総選挙や2003年の第43回衆議院議員総選挙で徳田が小選挙区勝利した事が唯一の国政選挙・公認候補の当選）。特に、1998年の第18回参議院選挙、2001年の第19回参議院選挙では、現職議員や議員経験者 を擁立する一方、政治・行政経験皆無な著名人候補 や、いわゆるミニ政党 出身の候補者 を比例区で大量に擁立し、5議席獲得を目標として自民党を上回る92人の候補を立てた。スポーツ新聞などのマスコミに取り上げられたが、1議席も獲得出来なかった。菅原研治の363票は参議院比例区の最低得票記録である。2003年の総選挙後、国会の議席は代表である徳田1人だけであった。この選挙からは、国政選挙での勝算を度外視した公認候補擁立は行われなくなった。
2004年第19回参議院議員通常選挙では政党要件を満たしながら公認候補を擁立しなかった。同年、公職選挙法上の政党要件を喪失した。
医師で病院経営者でもある徳田自ら代表について以来、「医療ビッグバン」など医療・福祉関係の政策を全面に打ち出すようになった。その他の政策については概して自民党など他の保守政党とほぼ同じであった。なお、一説によると、自由連合の役員は、医療法人と、株式会社両方の徳洲会関係者が多い。また、徳洲会病院を選挙活動の場にしていた。資金源についても、徳洲会病院からが大部分を占めている。一方他説によると、自由連合の役員には、徳洲会の人間は極めて少ない。選挙区の支部長には徳洲会関係者が多いし、各病院は選挙の為に活動するためそのようなイメージが強いが、自由連合は常に、医療関係者の立候補者を全立候補者の3分の1までに抑えるようにしている。また、選挙運動で、ボランティアを使わず、徳洲会からの出向以外の人員にシミズオクトのアルバイトやワンコールワーカー（日雇い派遣）を使っていたことも、問題となった。1998年参院選の投票日翌朝には、選挙違反の疑いで警視庁による家宅捜索も受けている。

### 解散
2005年、徳田虎雄は病気のため引退を表明。第44回衆議院議員総選挙では、次男の徳田毅を無所属で擁立した。自由連合は公認候補の擁立を見送ったため、00年衆院選で神奈川4区で自由連合公認で立候補した高野良裕は同選挙で同区から結成間もない新党日本公認で、沖縄4区の金城浩は国民新党から立候補している。毅は民主党の推薦を受け自民党元職の園田修光を破り当選したが、選挙後自由連合に入党し、虎雄の後継として代表となった。同年の首班指名では自身に投票している。
しかし、2006年11月2日に毅は離党し、引退していた父虎雄が代表に復帰。党所属の現職国会議員がいなくなり、政党助成法上の政党要件を喪失。同日告示の沖縄県知事選挙では、虎雄の自由連合は野党系の糸数慶子を推薦し、毅は与党系の仲井眞弘多を支援する分裂選挙となり、仲井眞が当選した。同年12月20日、毅は自民に入党した。
2007年12月31日をもって政治資金規正法及び政党法人格付与法上の政党要件も喪失し「その他の政治団体」（人格なき社団ではなく法人格は維持）になり、自由連合は本部所在地の建物から事務所を撤退させた。公式ウェブサイトも閉鎖された。
2010年4月28日、徳田虎雄が鳩山由紀夫内閣総理大臣（当時）と面会した際には「旧自由連合代表」と報道されたことから、事実上活動を停止したと広くみなされた。同年夏正式に総務大臣へ解散届が提出された。
2013年2月、同党の解散時の借入債務が約77億円残っていることが報道された。徳田虎雄は「自分の責任で返済する」と清算人に伝えていたが、その後連絡がとれず、政党の清算手続きが頓挫している。
同党は、徳田虎雄が理事長を務め徳洲会のグループ企業より無担保で約102億円を借りており、利息を含め約77億円が未返済で債務超過であるとされ、清算人が破産回避 のために徳洲会と徳田虎雄に連絡を求めているが、徳田虎雄の親族らが返済反対の意向を表明したのを境に、徳田虎雄も返済に対する対応を保留するようになったとされた。一方で、返済を主張する病院職員や側近が次々と解雇され、政治資金規正法を踏みにじる行為と報道された。
その後も、法人としては存続していたが、2021年1月27日、登記官により閉鎖登記がなされた。（法人番号：5010005002283）。

## 役職

### 歴代の役員表
| 代表                              | 副代表              | 幹事長                  | 総務会長 | 政策審議会長                    | 顧問       | 就任年月   |
| --------------------------------- | ------------------- | ----------------------- | -------- | ------------------------------- | ---------- | ---------- |
| 大内啓伍（総裁） 柿澤弘治（代表） |                     | 栗本慎一郎 （代表幹事） |          |                                 |            | 1994年12月 |
| 石井紘基                          |                     | 1995年10月              |          |                                 |            |            |
| 小島慶三                          | 江本孟紀            | 田村公平                | 徳田虎雄 | 1996年2月                       |            |            |
| 徳田虎雄                          |                     | 田村公平                | 江本孟紀 | 1996年9月                       |            |            |
| 椎名素夫                          | 遠藤武彦 末広真季子 | 田村公平                | 江本孟紀 | 1997年1月 （自由の会）          |            |            |
| 細川護熙                          |                     | 樽床伸二                |          | 1997年12月 （フロム・ファイブ） |            |            |
| 徳田虎雄                          | 小泉晨一            | 1998年1月               |          |                                 |            |            |
| 徳田虎雄                          | 石井一二            | 小泉晨一                | 石井一二 | 野末陳平                        | 1998年7月  |            |
| 徳田毅                            | 石井一二            | 小泉晨一                | 石井一二 | 徳田虎雄 （最高顧問）           | 2005年9月  |            |
| 徳田虎雄                          |                     |                         |          |                                 | 2006年11月 |            |

### 政権ポスト
（）内は入閣直前の党役職
1995年8月8日・村山内閣改造内閣
- 政務次官
  - 沖縄開発政務次官・徳田虎雄

## 党勢の推移

### 衆議院
| 選挙         | 当選/候補者 | 定数 | 備考                |
| ------------ | ----------- | ---- | ------------------- |
| （結成時）   | 8/-         | 511  | 第41回総選挙前には2 |
| 第41回総選挙 | 0/88        | 500  |                     |
| 第42回総選挙 | 1/126       | 480  |                     |
| 第43回総選挙 | 1/1         | 480  |                     |
| 第44回総選挙 | -/0         | 480  | 追加公認+1          |

### 参議院
| 選挙           | 当選/候補者 | 非改選 | 定数 | 備考 |
| -------------- | ----------- | ------ | ---- | ---- |
| （結党時）     | 0/-         | -      | 252  |      |
| 第17回通常選挙 | -/0         | 0      | 252  |      |
| 第18回通常選挙 | 0/55        | 0      | 252  |      |
| 第19回通常選挙 | 0/92        | 0      | 247  |      |

（参考文献：石川真澄（一部山口二郎による加筆）『戦後政治史』2004年8月、岩波書店・岩波新書、ISBN 4-00-430904-2）
- 当選者に追加公認は含まず。追加公認には会派に加わった無所属を含む。
- 『戦後政治史』にない追加公認は 2 国会議員会派別議員数の推移（召集日ベース）（衆議院、1990年〜1999年）・国会議員会派別議員数の推移（召集日ベース）（衆議院、1993年〜2000年）・2 国会議員会派別議員数の推移（召集日ベース）（衆議院、2000年〜2006年）、(2) 参議院（1990年〜1999年）(2) 参議院（1994年〜2004年）・(2) 参議院（2000年〜2006年）にある、選挙直後の国会召集日の会派所属者数から判断した。ただし、第20回通常選挙直後の召集はない。
- 一般的に第41回衆議院議員総選挙の自由連合と僅かな期間の「フロム・ファイブ」および第18回参議院議員通常選挙以降の自由連合（第42回総選挙の「政党自由連合」）は、それぞれ別々団体と認識されがち[誰によって?]だが、法律上は徳田が新人代議士となった直後の1990年3月22日に自治相に政治団体として設立を届け出てから2010年に総務相に解散届を提出するまで20年間で何度も名称変更し政党要件喪失や再獲得を繰り返した同一団体である。

## 所属議員一覧
結党時
- 徳田虎雄
- 大内啓伍（→自民党に移籍）
- 柿澤弘治（→自民党に移籍）
- 栗本慎一郎（→自民党に移籍）
- 佐藤静雄（→自民党に移籍）
- 石井紘基
- 小泉晨一
- 楢崎弥之助（→無所属）

1996年1月時点
- 徳田虎雄（→落選）
- 石井紘基（→新党さきがけに移籍）
- 小泉晨一（→落選）
- 江本孟紀
- 小島慶三（→無所属）
- 田村公平

1997年1月時点（自由の会）
- 遠藤武彦（→自民党に移籍）
- 江本孟紀
- 田村公平（→自民党に移籍）
- 椎名素夫（→無所属）
- 末広真季子（→自民党に移籍）

1998年7月～2000年6月
- 栗本慎一郎（99年復党、2000年落選）
- 石井一二

2000年6月～2005年8月
- 徳田虎雄
- 石井一二（→落選）

2005年9月～2006年11月
- 徳田毅